# بيل بو
بيل بو
(بالألمانية: Bill Bo und Seine Kumpane) هو عرض الدمى ألماني انتج عام 1968 تم عرضة أول مرة في مسرح Augsburger Puppenkiste للدمى في ألمانيا وهو مبني على كتاب لجوزيف جولن.